# 荻の里温泉
荻の里温泉（おぎのさとおんせん）は、大分県竹田市荻町（旧国豊後国）にある温泉である。荻温泉とも呼ばれる。

## 概要
旧直入郡荻町の中心部の近くにある一軒宿の温泉。年間約10万人が訪れる。市街地から離れた場所にあることが多いこの地域の温泉の中では、駅にも近く比較的交通の便がよいことが特徴である。大分県により里の駅に指定されている。
温泉からは九重連山、由布岳を一望できる。湯は無色透明で、鉄分が多く含まれており、疲労回復に効き目があるといわれている。
この温泉を含む旧竹田市・荻町内の温泉は竹田・荻温泉と総称されており、竹田市の他の地域の長湯温泉及び久住高原温泉郷とともに、竹田温泉群として国民保養温泉地に指定されている。
この温泉の近隣には、大野川の源流のひとつである白水の滝や、国の重要文化財にも指定されている近代化遺産の白水ダム等の豊かな水に恵まれた奥豊後を代表する景勝地があり、荻の里温泉はその玄関口となっている。
毎年6月には、荻の里温泉ほたる祭りが開催される。

## 泉質
- ナトリウム・カルシウム-炭酸水素塩・塩化物泉[1]
  - 泉色：無色透明
  - 泉温：33.8℃[1]
  - 源泉数：1[1]
  - 湧出量：50リットル／分[1]
  - 飲用：不可[1]
  - 効能：神経痛、筋肉痛、関節痛など[1]

※ 効能は万人に対してその効果を保証するものではない。

## 歴史
1989年（平成元年）12月にオープン。

## アクセス
- 鉄道：JR九州豊肥本線豊後荻駅から車で5分、徒歩で20分[4]
- バス：JR九州豊肥本線豊後荻駅から大野竹田バス荻の里温泉行きで約5分、荻の里温泉下車
- 車：
  - 九州自動車道熊本ICから国道57号、県道640号経由で約63km
  - 大分自動車道大分米良ICから国道10号、国道57号、県道640号経由で約63km